# Telekiné Nagy Ilona
Telekiné Nagy Ilona (Terbeléd, 1933. december 27. – Nyitra, 2010. május 14.) egyetemi oktató, nyelvész.

## Élete
1953-ban érettségizett Komáromban valószínűleg augusztus végén miniszteri rendelet alapjáni kiegészítő osztályban. Tanári oklevelét a pozsonyi Pedagógiai Főiskolán szerezte 1957-ben. 1979-től bölcsészdoktor, 1984-től kandidátus.
1957–1966 között a füleki gimnáziumban, majd Gímesen tanított. 1966–1968 között Nyitrán volt gimnáziumi tanár, majd a Pedagógiai Kar adjunktusa, később docense lett. 1996–2001 között a Konstantin Filozófus Egyetem hungarisztika tanszékének vezetője volt.
A földrajzi nevek kutatásával foglalkozott. Középiskolai tankönyveket, egyetemi jegyzeteket is írt.

## Elismerései
- 2003 Pro Universitate et Scientia érdemrend (Magyar Professzorok Világtanácsa)

## Művei
- 1998 Kolon helynevei a múlt században. In: Kolon egyháztörténeti, néprajzi és nyelvi jellegzetességei.
- 2000 Csilizköz földrajzi nevei (tsz. Horváth Ildikó)